# Byglandsfjorden

Byglandsfjorden er en sø i kommunene Evje og Hornnes og Bygland i Agder fylke i Norge. Den er en del af Otrasystemet og strækker sig fra Vassenden i syd til Ose i nord. Om sommeren trafikeres søen fra Byglandsfjord til Ose af veterandampbåden Bjoren som er verdens eneste træfyrede passagerdampbåd som fortsat går i rutetrafik.
Riksvei 9 går langs østsiden af Byglandsfjorden; Ved Fånefjell går vejen gennem en tunnel, Fånefjelltunnelen som er fra 1962 og er 611 m lang. Fånefjell kommunikationshistorisk et specielt sted fordi det her ses fire forskellige vejforløb: forbi på indersiden, over, rundt på ydersiden og gennem fjeldet.
Fjorden er også habitat for den stedegne laksefisk byglandsfjordbleke, som lever hele livet i ferskvand. På grund af sur nedbør har denne fisk ikke ynglet naturligt siden midten af 1970'erne og stammen er helt afhængig af udtsætning for at overleve.
Navnet Byglandsfjorden bruges om hele den 37 km lange flodstrækning til Ose. Den øvre del nord for Storstraumen kaldes også Åraksfjorden.
Dele af Åraksfjorden har navnene Bjåfjorden (i syd) og Sandnesfjorden.
Den sydligste del af Byglandsfjorden kaldes Årdalsfjorden.
Byglandsfjorden blev reguleret til vandkraftmagasin i 1912 og har en reguleringshøjde på 5 meter. Magasinet rummer 212,3 mill. m³. Kraftværkerne Vigelandsfoss, Hunsfoss, Steinsfoss, Nomeland og Iveland bruger alle vand fra magasinet.